# Óscar Molina (photographie)
 (novembre 2011).
Si vous disposez d'ouvrages ou d'articles de référence ou si vous connaissez des sites web de qualité traitant du thème abordé ici, merci de compléter l'article en donnant les références utiles à sa vérifiabilité et en les liant à la section « Notes et références ».
Óscar Molina (Madrid, 1962) est un photographe contemporain espagnol qui vit et travaille actuellement à Almería en Andalousie.

## Biographie
Il a réalisé des études de vidéo, photographie, graphisme et musique.
Il utilise la photographie comme moyen d’expression, en particulier dans "fotografías de un diario" (photographies d’un journal), un projet ouvert qu’il a commencé au début des années 1990 et qu’il continue actuellement. À partir de l’expérience quotidienne, il développe un contexte pour explorer la pratique de la photographie, la relation entre le texte et l’image et les possibilités d’interprétation du spectateur.
Dans d’autres projets comme "caja de acuarelas" (boîte d’aquarelle) ou "silencio abierto" (silence ouvert) il travaille sur des aspects conceptuels du processus créatif, utilisant cependant jusqu’à présent toujours le dispositif photographique.
Il convient de relever Photolatente, commencé en 1997, à l’intérieur duquel sont réunis tous ces aspects en un seul projet complexe dans sa mécanique processuelle : depuis plus de 10 ans, Oscar Molina invite à des centaines de personnes à participer à la création de ce projet qui débouche sur la production de milliers d’enveloppes Photolatente, contenant chacune une image à l’état latent unique et inédite.
Il travaille actuellement à la création de deux nouveaux projets: "Petite histoire du temps" et "Ammonites". 
Depuis le début des années 1990, il organise de stages et séminaires de photographie avec des photographes de renommée internationale, activité qu’il réalise actuellement dans le cadre des Stages de phographie de Cabo de Gata en Andalousie.
Depuis une dizaine d’années, il donne également des stages et conférences et écrit des textes sur la pratique de la photographie comme activité créative et artistique. Son œuvre se trouve dans de nombreuses collections publiques et privées.

## Livres publiés
- Caja de acuarelas, ed. producciones efímeras, Valladolid, 2009.  (ISBN 978-84-937403-0-6)
- Photolatente, ed. Mestizo, Murcie, 2008.  (ISBN 978-84-95726-66-7)
- Bellamatic-Photolatente, ed. La Más Bella, Madrid, 2007
- Fotografías de un diario, ed. Caja San Fernando, Séville, 2004.  (ISBN 84-95952-34-3)
- Hallar las siete diferencias, ed. Caja San Fernando, Séville, 2004.  (ISBN 84-95952-35-1)
- Photolatente, Photovision nº 31, ed. IG Fotoeditor, Utrera, 2002. ISSN 0211-7029
- Oscar Molina, Photobolsillo nº 26 ed. La Fábrica, Madrid, 2001.  (ISBN 84-95471-12-4)
- Silencio Abierto, ed. Mestizo, Murcie, 1998
- El fondo, ed. Mestizo, Murcie y CA Alcorcón, Madrid, 1997.  (ISBN 84-89356-13-0)
- Fotografías de un diario, Lo mínimo nº4, ed. Mestizo, Murcie, 1995.  (ISBN 84-89356-01-7)